# Ulf Jantzen
Ulf Jantzen (* 5. April 1909 in Florenz; † 4. März 2000 in Hamburg) war ein deutscher Klassischer Archäologe. 

## Leben

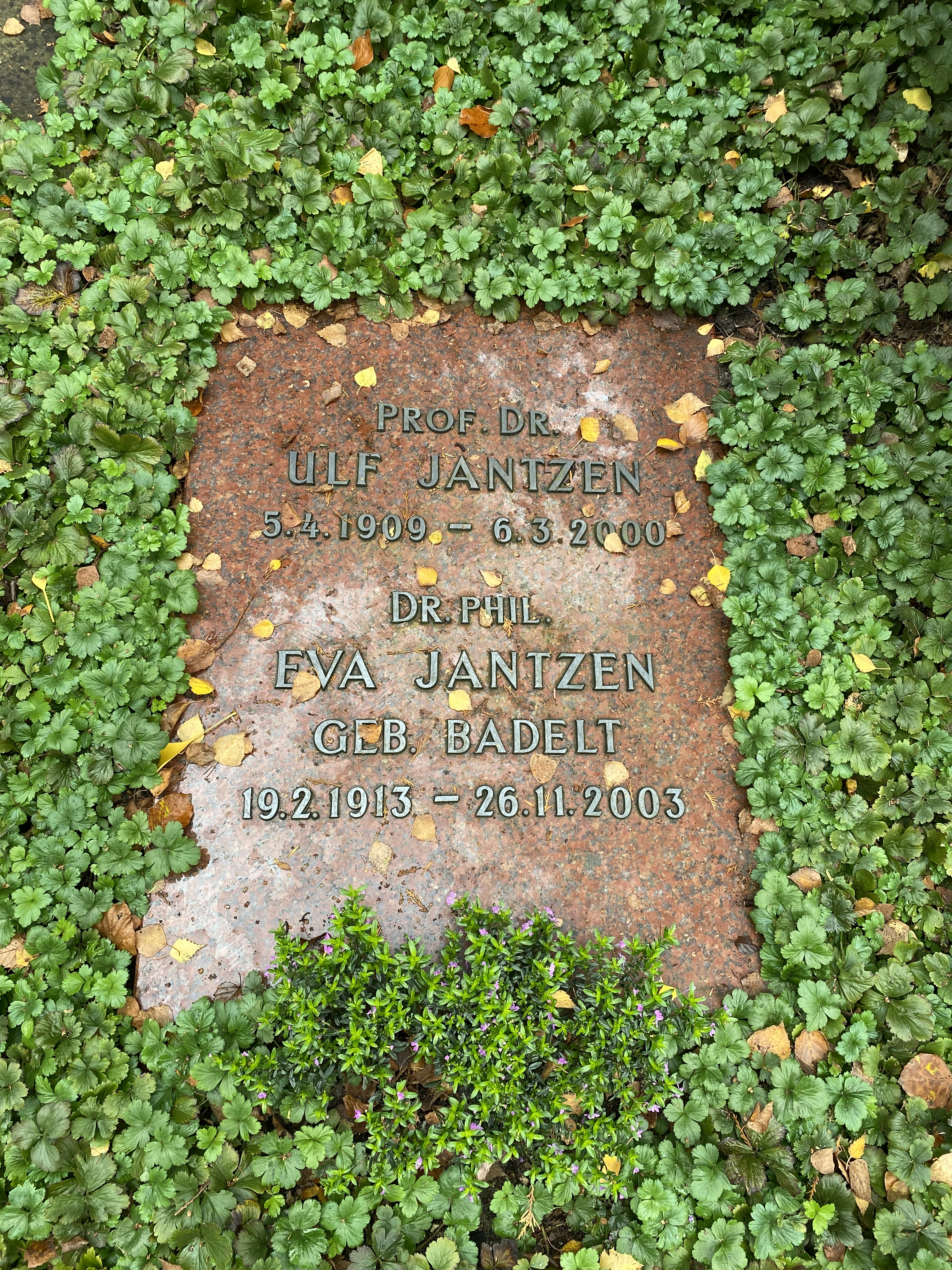
Grabstätte

Ulf Jantzen, Sohn des Kunsthistorikers Hans Jantzen, studierte Klassische Archäologie und wurde 1936 in München promoviert. 1936/37 erhielt er das Reisestipendium des Deutschen Archäologischen Instituts. Während der deutschen Besatzung führte er ohne Genehmigung der griechischen Behörden Ausgrabungen auf Kreta durch. Er war von 1960 bis 1969 Professor für Klassische Archäologie an der Universität Hamburg und von 1967 bis zu seinem Ruhestand 1974 Erster Direktor des Deutschen Archäologischen Instituts in Athen. Als solcher war er langjähriger Leiter der Ausgrabungen im Heraion von Samos. Ihm wurde 1974 das Große Verdienstkreuz der Bundesrepublik Deutschland verliehen.
Ulf Jantzen verstarb im Alter von 90 Jahren und wurde auf dem Nienstedtener Friedhof beigesetzt. 

## Schriften (Auswahl)
- Bronzewerkstätten in Großgriechenland und Unteritalien. Berlin 1937 (Digitalisat; = Dissertation).
- Griechische Greifenkessel. Berlin 1953.
- Griechische Griff-Phialen. Berlin 1958.
- Ägyptische und orientalische Bronzen aus dem Heraion von Samos. Habelt, Bonn 1972, ISBN 3-7749-1162-2
- Einhundert Jahre Athener Institut 1874–1974 (= Das Deutsche Archäologische Institut 10). Zabern, Mainz 1986, ISBN 3-8053-0844-2